# David Coulthard
David Marshall Coulthard (Twynholm, 27. ožujka 1971.) je škotski vozač automobilističkih utrka, bivši vozač u svjetskom prvenstvu Formule 1, gdje je ostvario 13 pobjeda.